# Église Saint-Philippe et Saint-Jacques de Saint-Simon-de-Bordes
L'église Saint-Philippe et Saint-Jacques est une église située à Saint-Simon-de-Bordes, dans le département français de la Charente-Maritime en région Nouvelle-Aquitaine.

## Historique
L'église est inscrite au titre des monuments historiques par arrêté du 5 décembre 2000.

## Galerie

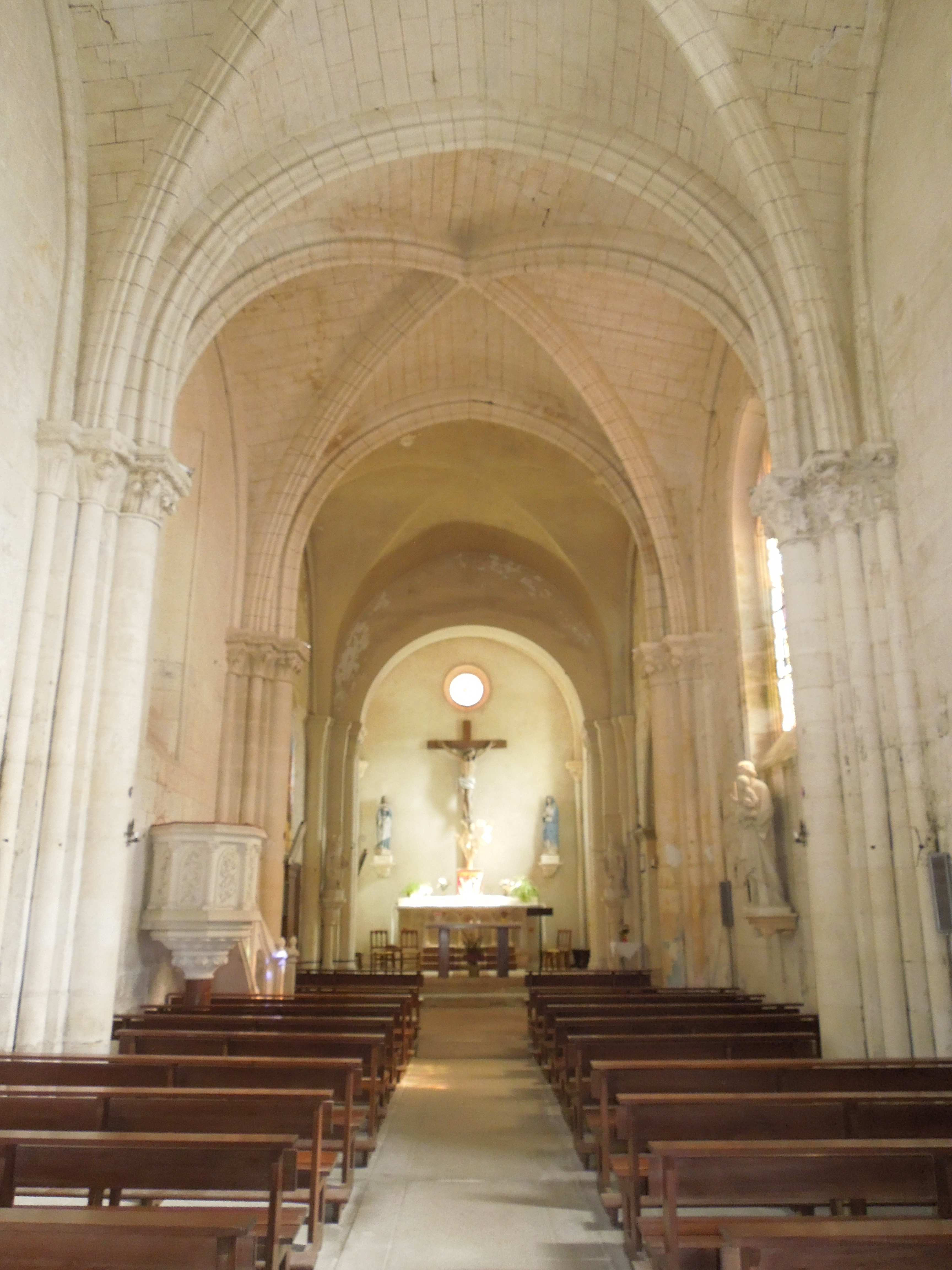
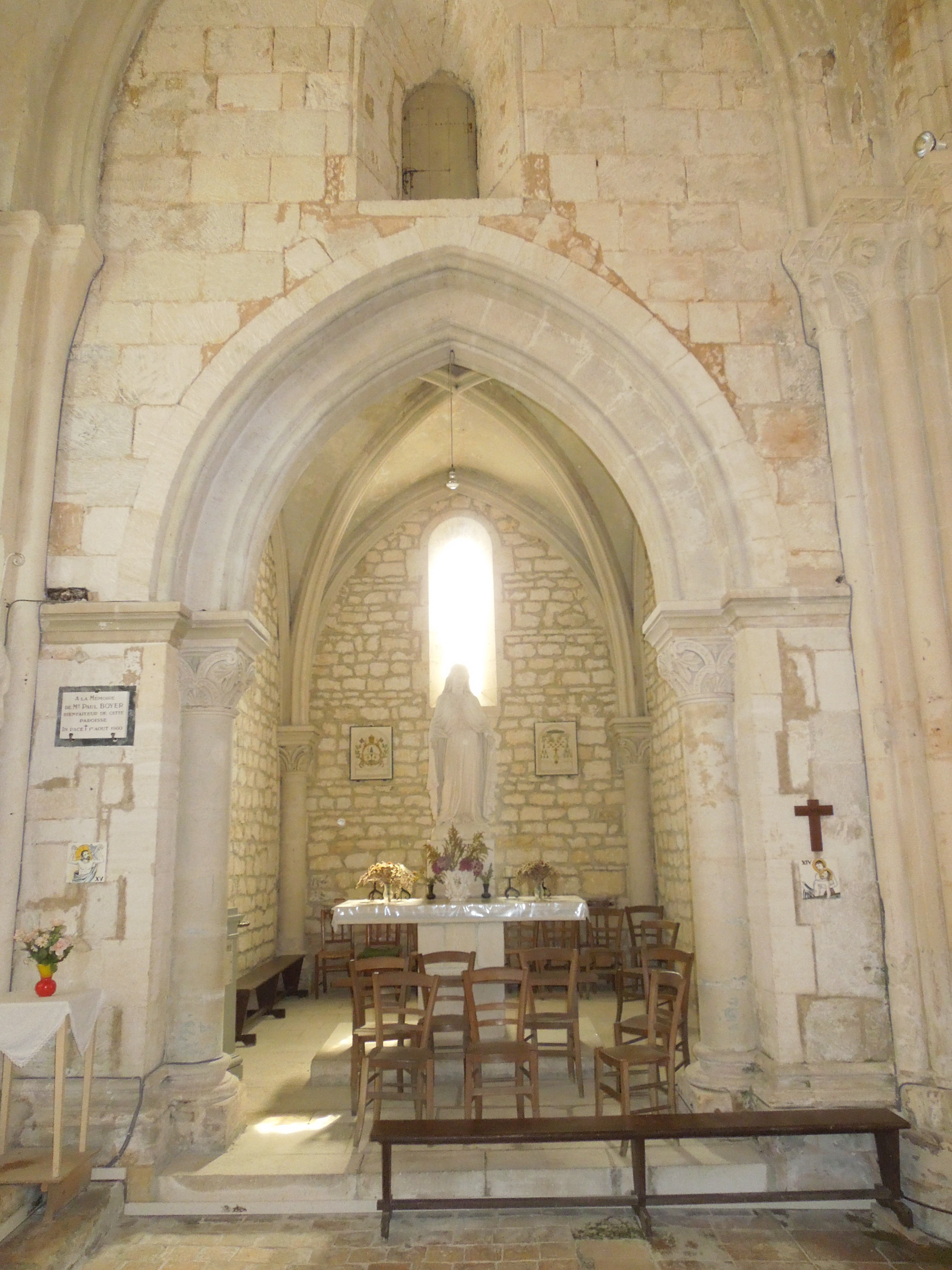
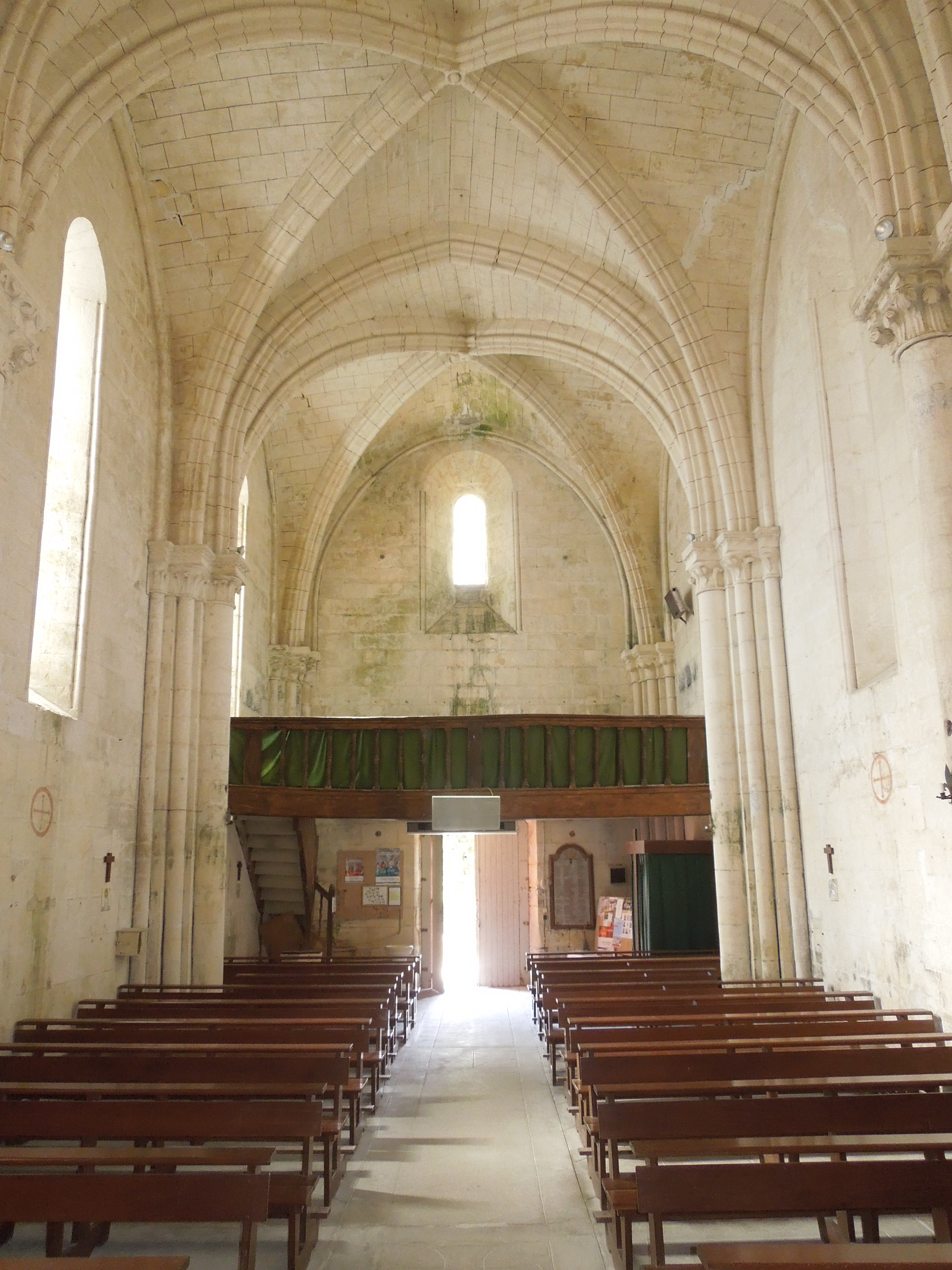